# Óxido de manganeso(IV)
El óxido de manganeso(IV) o dióxido de manganeso (fórmula química: MnO2), es un óxido covalente del manganeso. Conocido como pirolusita, es el óxido más importante del manganeso, pero no el más estable. Se utiliza en pinturas y barnices para pintar cristales y cerámica, en la obtención de cloro y yodo, y como despolarizador en pilas secas.
Cataliza la descomposición del peróxido de hidrógeno:
{\displaystyle {\ce {2H2O2 ->[MnO2] 2H2O + O2}}}
En este caso, el óxido de manganeso(IV) actúa como catalizador.

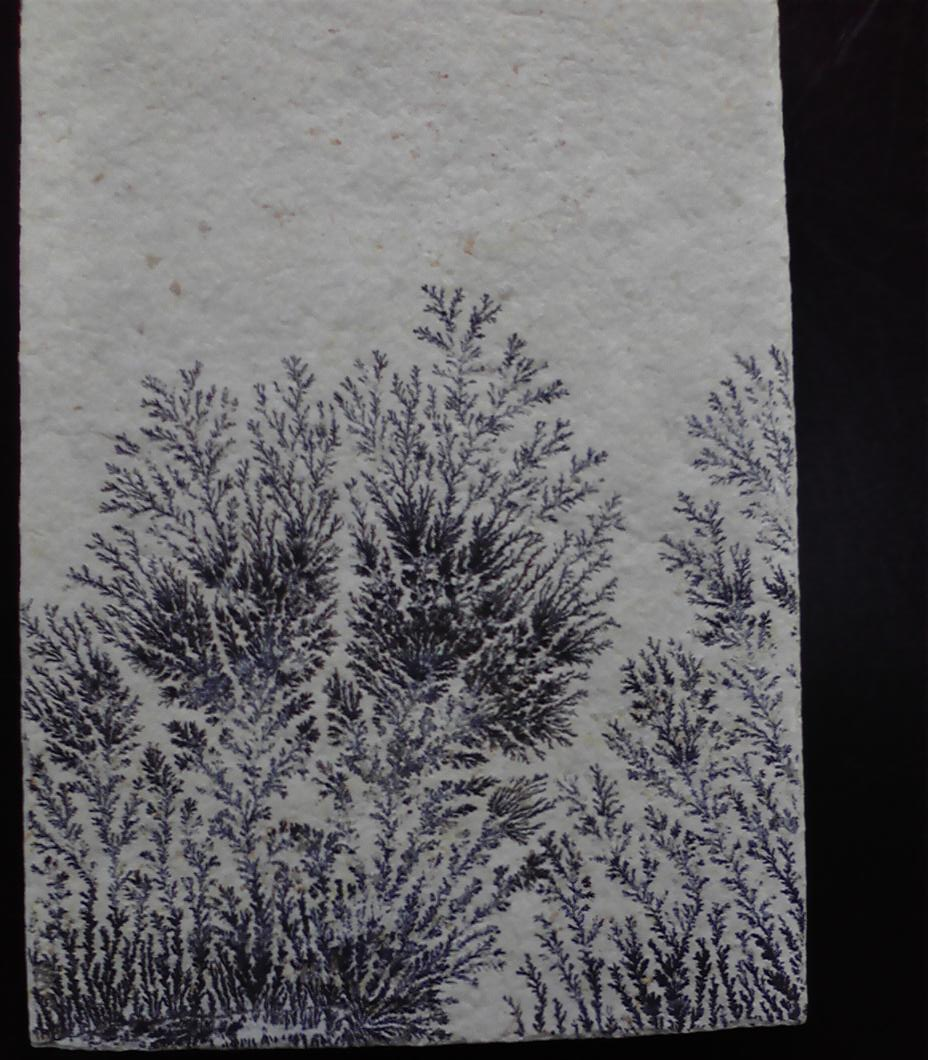
Un cristal del óxido de manganeso(IV) que generó el crujido de una roca caliza.